# 스포크 허브 분산 패러다임
허브앤스포크(Hub & Spoke) 용어는 자전거 바퀴에서 유래되었다. 자전거 바퀴는 가운데 집중되는 허브(Hub)가 있고 바퀴까지 바퀴살(Spoke)이 방사형으로 펼쳐져 있다.  
허브로부터 뻗어나온 힘/에너지가 부채살을 통해 바퀴로 전달된다. 이와 반대로 스포크 허브 분산 패러다임은 바퀴살로부터 허브로 집중되는 구성을 제공한다. 방향성이 반대인 상황이다.

## 같이 보기
- 회전교차로
- 미국의 외교 정책